# قلعه یاگی (ولایت تاجیما)
قلعه یاگی (به ژاپنی: 八木城, Yagi-jō)، قلعه ژاپنی در اواخر دوره کاماکورا واقع در محله یوکا در نزدیکی شهر یابو، هیوگو، استان هیوگو، ژاپن است.